# The Boy (film 2016)
The Boy è un film del 2016 diretto da William Brent Bell.

## Trama
Greta è una giovane donna statunitense che sta cercando di fuggire da un passato travagliato. Accetta così un lavoro in un piccolo villaggio in Inghilterra come babysitter per il figlio di 8 anni di una coppia benestante, mentre i due partono per una lunga vacanza.
Sorprendentemente, gli anziani signori Heelshire hanno un elenco di severe regole che deve seguire nel prendersi cura del loro figlio Brahms, e misteriosamente avvertono Greta che, se non le seguirà con precisione, potrebbe accadere qualcosa di terribile. Ma quello che inquieta di più Greta è che Brahms non è un vero e proprio bambino: è infatti un bambolotto di porcellana a grandezza naturale che i genitori curano e amano profondamente, proprio come se fosse un bambino vero. Greta, nonostante le esitazioni iniziali, decide di rimanere e gli Heelshire le comunicano che si dovranno assentare per due mesi.
Isolata e sola, Greta inizialmente sceglie di condurre una vita tranquilla, ignorando volutamente le regole di Brahms, ma si accorge che ogni volta che ne infrange una accade qualcosa di strano in casa e il bambolotto riappare in luoghi e posizioni diverse rispetto a dove lei l'aveva lasciato. Greta si chiude in camera terrorizzata quando all'improvviso squilla il telefono: a risponderle è un bambino, Brahms, che la rimprovera per non aver seguito le regole. Fuori dalla porta qualcuno bussa per poi lasciare un vassoio con il sandwich preferito di Greta. La voce rammenta a Greta che aveva promesso di comportarsi bene. La donna comprende che Brahms sembra essere veramente vivo e lo raggiunge nella sua stanza, trovandolo poggiato sul letto vicino all'elenco di regole e gli comunica di essere pronta a rispettarle. Nel mentre, in un'altra località, gli Heelshire scrivono una lettera di addio a Brahms e poi si suicidano. Curiosa di scoprire il mistero di Brahms, Greta chiede l'aiuto di Malcolm, un uomo del posto che consegna generi alimentari, l'unico uomo che vede da settimane. Viene a sapere che Brahms era inizialmente un bambino vero, deceduto a seguito di un incendio quando aveva 8 anni.
Greta sembra andare d'accordo con Brahms. Al contrario, Malcolm, con il quale era sul punto di avere un rapporto sessuale (prontamente sabotato da Brahms), si dimostra preoccupato e cerca di farla desistere dal rimanere nella villa. A tal scopo la informa di alcune voci che circolavano nel villaggio riguardo al fatto che il bambino, in vita, non fosse poi così gentile e carino come si pensava (cosa confermata pure dallo stesso padre di Brahms, che durante un suo compleanno, mentre parlava con Malcolm, definì il figlio "strano") e gli racconta un fatto terribile in cui Brahms era coinvolto: aveva infatti un'amica più o meno della stessa età che il giorno del suo compleanno scomparve nei boschi e fu ritrovata con il cranio fracassato. La polizia decise di interrogare Brahms ma quando arrivarono la casa era avvolta dalle fiamme: i coniugi Heelshire sopravvissero ma Brahms non fu mai ritrovato. Nonostante ciò Greta, che aveva avuto un aborto spontaneo, decide di rimanere perché capisce come si sentano gli Heelshire dopo la perdita del loro bambino.
Nel frattempo Cole, l'ex fidanzato di Greta (e anche la ragione per cui Greta si era trasferita in Inghilterra) si presenta nella casa, chiedendole di tornare da lui, ma viene rifiutato; è stato infatti lui, con la sua indole violenta, ad aver provocato l'aborto spontaneo di Greta. L’uomo si fa violento e inizia a minacciare Greta, che chiede aiuto al bambolotto. Brahms esaudisce il suo desiderio: infatti Cole si sveglia con una scritta sul soffitto che gli dice di andarsene. Dopo un litigio con Greta, in un impeto di rabbia Cole rompe il bambolotto, e così facendo la casa comincia ad animarsi e da uno specchio esce un Brahms adulto, che indossa una maschera identica al viso del bambolotto.
L'uomo sgozza Cole, colpisce Malcolm e, ormai innamorato di Greta, chiede alla ragazza di restare con lui e accudirlo. Greta inizialmente fugge, ma non volendo lasciar morire Malcolm ritorna e finge di voler restare nella casa con Brahms e lo manda a letto. Quando Brahms insiste per avere il bacio della buonanotte, Greta lo ferisce e torna da Malcolm per scappare con lui.
Nella scena finale si vedono Greta e Malcom che riescono a fuggire in auto e l'uomo mascherato che, ancora vivo, rimette insieme i pezzi del bambolotto.

## Produzione

### Sviluppo
Il 19 luglio 2014, venne annunciato che William Brent Bell, regista de L'altra faccia del diavolo, avrebbe diretto un thriller sovrannaturale chiamato The Inhabitant, che sarebbe stato prodotto da Tom Rosenberge Gary Lucchesi per la Lakeshore Entertainment e da Roy Lee, Matt Berenson e Jim Wedaa per conto della Vertigo Entertainment. La sceneggiatura sarebbe stata scritta da Stacey Menear. Il 23 gennaio 2015, Lauren Cohan firmò per la parte della protagonista del film, che nel frattempo era stato reintitolato The Boy. L'11 marzo 2015 furono annunciati ulteriori componenti del cast, tra cui: Jim Norton, Diana Hardcastle, Ben Robson, Rupert Evans, e James Russell.

### Riprese
Il budget del film è stato di 10 milioni di dollari.
Le riprese sono cominciate il 10 marzo 2015 e si sono svolte a Victoria, nella Columbia Britannica, presso il Castello di Craigdarroch.

## Promozione
Il primo trailer ufficiale è stato distribuito il 14 ottobre 2015, superando in poco tempo le 5 milioni di visualizzazioni.

## Distribuzione
La STX Entertainment ha acquistato i diritti per la distribuzione negli Stati Uniti nel febbraio 2015, fissando una data di uscita del 5 febbraio 2016, poi anticipata al 22 gennaio.
In Italia il film è uscito il 12 maggio 2016, distribuito dalla Eagle Pictures.

## Accoglienza
Il film è stato accolto da recensioni negative. Sul sito Rotten Tomatoes detiene il 28% delle recensioni professionali positive, basato su 58 recensioni e con un voto medio di 4.3/10. Su Metacritic ha un punteggio del 42 su 100, basato sul parere di 10 critici.

## Sequel
Un sequel del film, dal titolo The Boy - La maledizione di Brahms e sempre diretto da William Brent Bell, è uscito nelle sale statunitensi il 21 febbraio 2020.